# هاياتو فوكوشيما
هاياتو فوكوشيما (باليابانية: 福島 隼斗) (مواليد 26 ابريل 2000) هو لاعب كرة قدم ياباني.

## وصلات خارجية
- هاياتو فوكوشيما على موقع رابطة كرة القدم اليابانية للمحترفين (اليابانية)
- هاياتو فوكوشيما على موقع قاعدة بيانات كرة القدم.إي يو (الإنجليزية)
- هاياتو فوكوشيما على موقع Soccerway.com (الإنجليزية)
- هاياتو فوكوشيما على موقع عالم كرة القدم.نت (الإنجليزية)